# Bezaleël

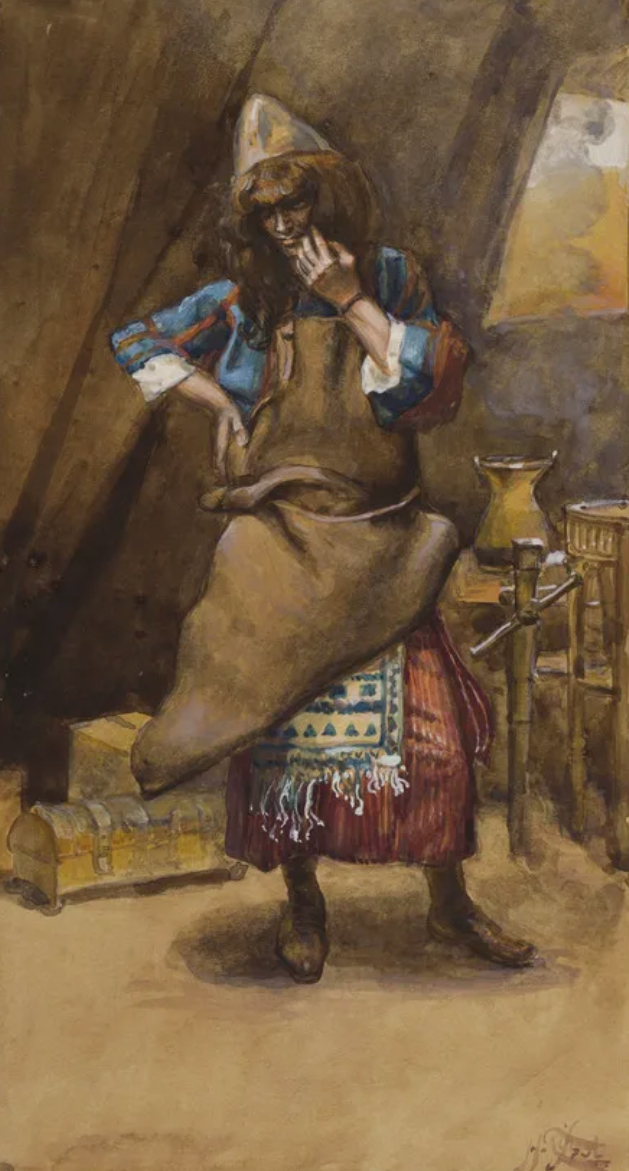
Bezalel (Betzalel) door James Tissot

Bezaleël, Besaleël of Bezalel (Hebreeuws: בְּצַלְאֵל, Bəṣalʼēl, "in de schaduw [bescherming] van God"), in de Vulgaat Beselehel, was de zoon van Uri en kleinzoon van Hur  en werd door God uitgekozen om de tabernakel en de ark van het Verbond te bouwen, de priesterkleding te maken en de olies en reukwerken te mengen (Exodus 31:1-6; 35:30-35; 1 Kronieken 2:19-20).
Het vakmanschap van Bezaleël wordt in Exodus geprezen (Exodus 31:1-6; 35:30-35). Hij wordt gezien als de eerste joodse kunstenaar. Zijn assistent was Oholiab.